# 鳥海有料道路
鳥海有料道路（ちょうかいゆうりょうどうろ）は、山形県飽海郡遊佐町から秋田県由利郡象潟町に至る、かつて存在した有料道路である。1970年（昭和45年）7月17日に開通、2001年（平成13年）に無料開放された。
愛称は鳥海ブルーラインで、一般県道に認定されていた。無料開放されたのちも県道の路線名は変わらず、愛称もそのまま使用されている。

## 概要
遊佐町吹浦（ゆざまち ふくら）から鳥海山の5合目付近に位置する鉾立（ほこたて）を経由し、秋田県にかほ市象潟（きさかた）を結ぶ延長34.9キロメートルの山岳道路。うち、秋田県側の延長が16.8 km、山形県側が18.1 kmである。鳥海ブルーラインの名の通り、絶景の日本海の雄大な眺めがいい道路で知られる。

### 路線データ
- 総延長：34.9 km
  - 起点：山形県飽海郡遊佐町吹浦（山形県道210号鳥海公園吹浦線終点・国道345号交点、十六羅漢岩交差点）
  - 終点：秋田県にかほ市象潟町小滝（秋田県道131号鳥海公園小滝線終点・秋田県道58号象潟矢島線交点）
- 通行不能区間：なし
  - 冬季閉鎖区間：山形県飽海郡遊佐町吹浦字木落（旧吹浦料金所） - 秋田県にかほ市象潟町本郷字尾崎面（旧象潟料金所）間（旧有料道路部分）
- 規格：第3種3級
- 道路幅員：8.0 m
- 車線数：2車線
- （旧）料金所：2箇所
  - 象潟料金所：秋田県由利郡象潟町本郷字尾崎面
  - 吹浦料金所：山形県飽海郡遊佐町吹浦字木落
- 開通日：1970年（昭和45年）7月
- 無料開放日：2001年（平成13年）4月

## 路線状況
ヘアピンカーブが多くスピードは出せないが、道路の路面状態は良くたいへん走りやすい。冬季閉鎖される区間があり、11月上旬から4月上旬までの間は閉鎖される。

## 地理
鳥海山は秋田・山形県境にある東北地方第2の高峰で、その標高は2,236 mあり、霊峰であるとともに日本百名山のひとつでもある。道路は鳥海山の山裾を縫うように走り、西側山体を5合目付近まで登り、ヘアピンカーブが多い。鳥海山は4合目（標高約1000 m）から高い木立がなくなり、5合目付近からは日本海の雄大な景色をどこからでも眺められる。眼下に見えるのは庄内平野、日本海、沖には飛島を眺望でき、天候に恵まれれば、五合目の鉾立にある展望台からは、佐渡島から男鹿半島まで一望できる。山形県側4合目付近に国民宿舎大平山荘、秋田県側5合目の鳥海山登山口に鉾立山荘、稲倉山荘などの山小屋や食堂がある。

### 通過していた自治体
- 秋田県
  - 由利郡象潟町
- 山形県
  - 飽海郡遊佐町

### 交差する道路

#### 秋田県側
- 秋田県道58号象潟矢島線

#### 山形県側
- 国道7号吹浦バイパス
- 国道345号（旧国道7号）